# (16648) Hossi
(16648) Hossi  ist ein Asteroid des inneren Hauptgürtels, der am 17. September 1993 vom belgischen Astronomen Eric Walter Elst am La-Silla-Observatorium der Europäischen Südsternwarte (IAU-Code 809) in Chile entdeckt wurde.
Der Asteroid ist keiner bekannten Asteroidenfamilie zuzuordnen und beschreibt eine um 4,3° zur Ekliptik geneigte elliptische Bahn um die Sonne mit einer großen Halbachse von 2,313 AE und einer Exzentrizität von 0,107.
(16648) Hossi wurde nach der deutschen theoretischen Physikerin und Wissenschaftsjournalistin Sabine Hossenfelder (* 1976) benannt, deren Spitzname in der Schule „Hossi“ war. Die Benennung wurde am 29. April 2024 im Bulletin der Working Group Small Bodies Nomenclature (WGSBN) der Internationalen Astronomischen Union verlautbart.